# Zawadi
Zawadi è un personaggio immaginario dell'Universo Marvel che fa parte dei Cacciatori di Mostri. Il personaggio è stato creato da Roger Stern e Mike Manley ed è comparso su testate a fumetti pubblicate negli Stati Uniti d'America dalla Marvel Comics.

## Storia editoriale
Il personaggio è esordito su Marvel Universe nel 1998 e, in seguito, è stato pubblicato su altre testate della Marvel.
- Marvel Universe nn. 4-7 (settembre-dicembre 1998);
- Fantastic Four Annual 1998;
- Marvel: The Lost Generation n. 2 (gennaio 2001);
- Marvel Monsters: From the Files of Ulysses Bloodstone and Monster Hunters (2005).

## Biografia del personaggio
Zawadi è originario del Wakanda e il suo nome significa "dono prezioso". Quando era giovane mangiò l'erba cuore che cresceva nelle valli nascoste del Wakanda, ottenendo così forza, resistenza e agilità sovraumane. Fra la fine degli anni quaranta e l'inizio degli anni cinquanta, si unì a Ulysses Bloodstone e ai suoi Cacciatori di Mostri per sconfiggere un Tyrannosaurus Rex. Dopo di questa la squadra visse altre avventure, come quelle che li vide fermare i piani del Deviante Kro e del suo esercito di mostri che voleva conquistare il mondo, o sconfiggere un mostro creato dagli Skrull. Dopo che la squadra si sciolse, di Zawadi si persero le tracce.